# Дехантскирхен
Дехантскирхен (нем. Dechantskirchen) — коммуна (нем. Gemeinde) в Австрии, в федеральной земле Штирия. 
Входит в состав округа Хартберг.  Население составляет 1687 человек (на 31 декабря 2005 года). Занимает площадь 23,95 км². Официальный код  —  60703.

## Политическая ситуация
Бургомистр коммуны — Вальтрауд Шваммер (АНП) по результатам выборов 2005 года.
Совет представителей коммуны (нем. Gemeinderat) состоит из 15 мест.
- АНП занимает 8 мест.
- СДПА занимает 6 мест.
- АПС занимает 1 место.